# Portacomaro
Portacomaro (Portacomé in piemontese) è un comune italiano di 1 912 abitanti della provincia di Asti, nel territorio storico dell'Astesana, in Piemonte.
Fa parte dell'Associazione nazionale città del vino.

## Origini del nome
Il toponimo deriva dalla potente famiglia di origine patrizia romana Comaria.

## Storia

### Simboli
Lo stemma del Comune di Portacomaro è stato concesso con decreto del presidente della Repubblica del 13 marzo 1957.
L'immagine fa riferimento all'etimologia del nome del paese che, secondo la tradizione, deriverebbe dalla "porta" di accesso principale dell'antico ricetto di Curtis Cumaria.
Il gonfalone è un drappo di azzurro.

## Monumenti e luoghi d'interesse

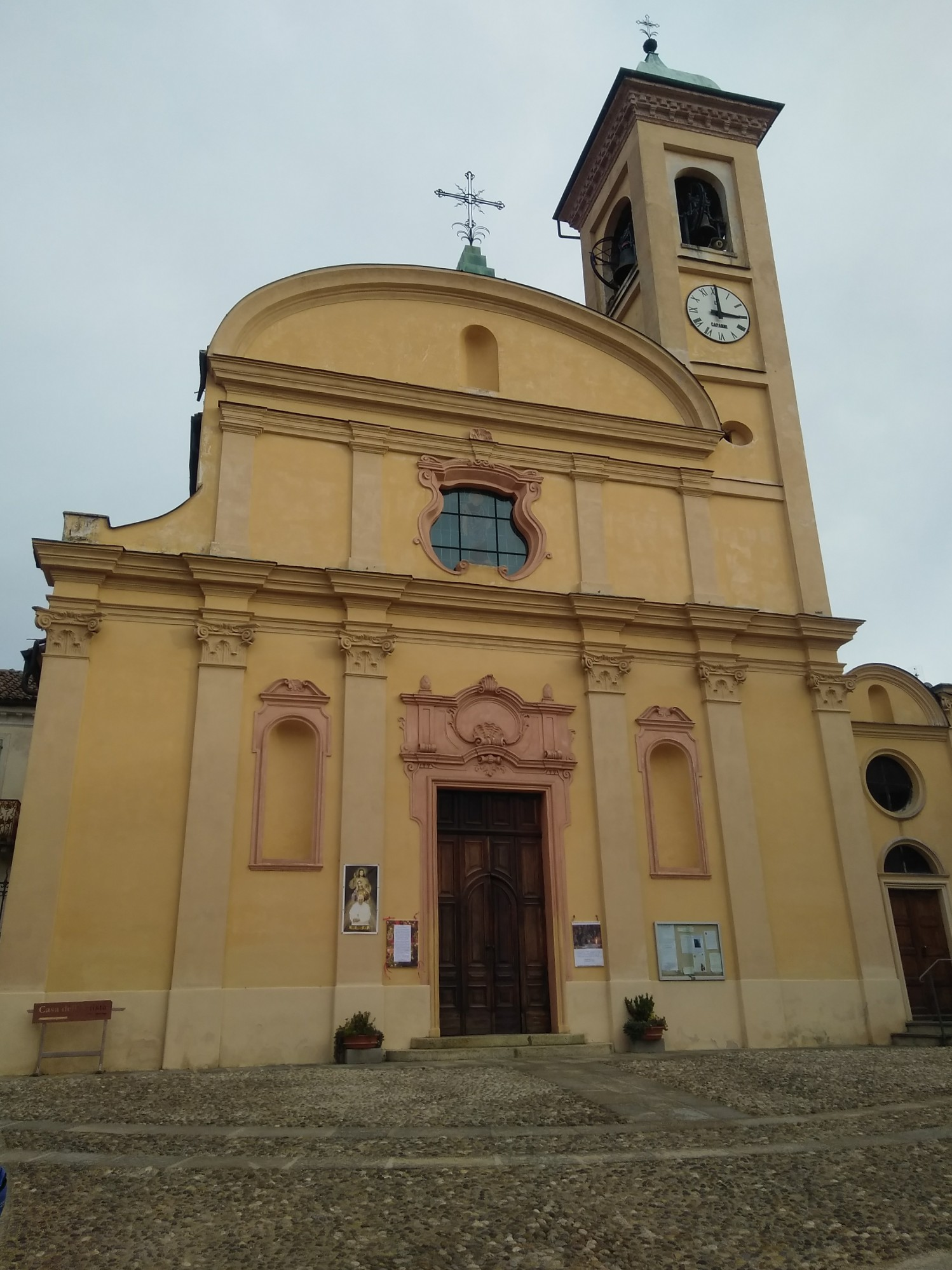
La parrocchiale

- Chiesa parrocchiale di San Bartolomeo Apostolo
- Antico Ricetto
- Torrione
- Chiesa confraternita dell'Annunziata
- Chiesa romanica di San Pietro

## Società

### Evoluzione demografica
Abitanti censiti

## Infrastrutture e trasporti
La fermata di Portacomaro è posta lungo la ferrovia Castagnole-Asti-Mortara, il cui traffico è sospeso dal 2012.

## Amministrazione

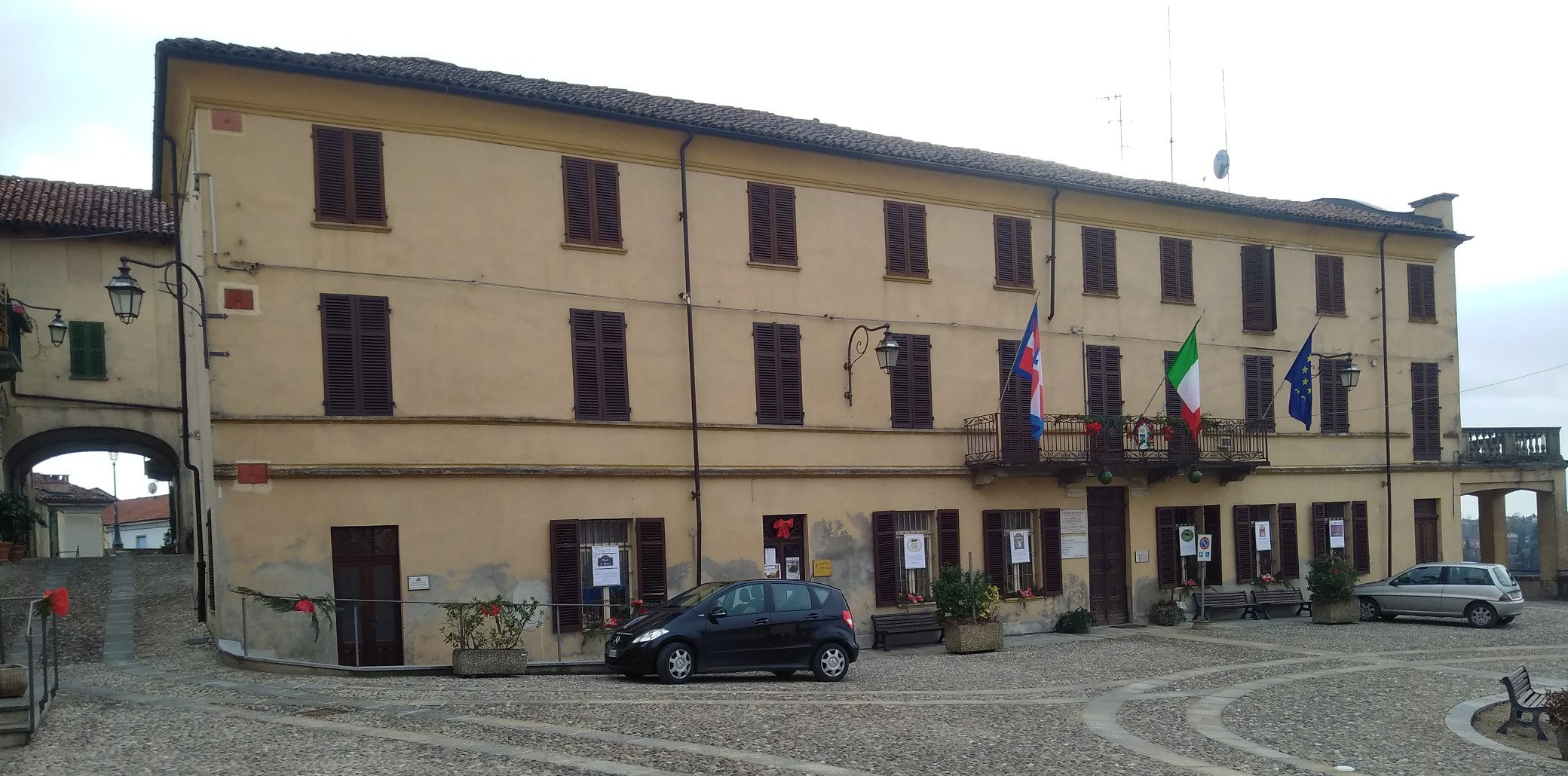
Il municipio

Di seguito è presentata una tabella relativa alle amministrazioni che si sono succedute in questo comune.
| Periodo        | Periodo        | Primo cittadino                 | Partito                          | Carica  | Note  |
| -------------- | -------------- | ------------------------------- | -------------------------------- | ------- | ----- |
| 22 giugno 1985 | 31 maggio 1990 | Carlo Cerrato                   | Democrazia Cristiana             | Sindaco | [ 9 ] |
| 31 maggio 1990 | 24 aprile 1995 | Carlo Cerrato                   | Democrazia Cristiana             | Sindaco | [ 9 ] |
| 24 aprile 1995 | 14 giugno 1999 | Guido Ravizza                   | Partito Popolare Italiano        | Sindaco | [ 9 ] |
| 14 giugno 1999 | 14 giugno 2004 | Idalo Raso                      | lista civica                     | Sindaco | [ 9 ] |
| 14 giugno 2004 | 8 giugno 2009  | Idalo Raso                      | lista civica                     | Sindaco | [ 9 ] |
| 8 giugno 2009  | 26 maggio 2014 | Valter Vittorio Antonio Pierini | lista civica                     | Sindaco | [ 9 ] |
| 26 maggio 2014 | 26 maggio 2019 | Valter Vittorio Antonio Pierini | lista civica Coerenza entusiasmo | Sindaco | [ 9 ] |
| 26 maggio 2019 | in carica      | Alessandro Balliano             | lista civica Tradizione e futuro | Sindaco | [ 9 ] |